# عادل جلال إسماعيل الكوركش
العقيد عادل جلال إسماعيل الكوركش أحد أعضاء تنظيم الضباط الوطنيين، ولد في خانقين سنة 1918 وتوفي في بغداد سنة 1980.
كان برتبة المقدم عندما قامت ثورة 14 تموز 1958، وعين وزيرا للزراعة عام 1961، وبقي حتى قيام ثورة 8 شباط 1963.
اعتقل لاحقا ثم أطلق سراحه وعاد إلى خانقين.